# Народна скупштина Републике Бјелорусије
Народна скупштина Републике Бјелорусије (блр. Нацыянальны сход Рэспублікі Беларусь) народно је представништво и највиши законодавни орган у Бјелорусији. Састоји се из два дома: Представничког дома и Савјета Републике.
Представнички дом чине 110 депутата. Депутати се бирају на слободним, општим, непосредним и тајним изборима. Савјет Републике је дом територијалног представништва. Од сваке области и града Минска бирају се на засједањима мјесних савјета депутата по осам чланова Савјета Републике. На сваког осмог члана предсједник Републике Бјелорусије може именовати једног.

## Депутати
Депутат Представничког дома може бити грађанин Републике Бјелорусије који има најмање 21 годину. Члан Савјета Републике може бити грађанин који има најмање 30 година и који живи на територији одговарајућих области или града Минска најмање пет година.
Депутати Представничког дома врше своја овлашћења на професионалној основи. Депутат Представничког дома може бити истовремено члан Владе. Једно исто лице не може бити истовремено члан оба дома Народне скупштине. Депутат Представничког дома не може бити истовремено депутат мјесног савјета депутата. Члан Савјета Републике не може бити истовремено члан Владе.
Представнички дом и Савјет Републике из свог састава бирају по једног предсједника и замјеника предсједника. Они руководе засједањима и примјењују пословник дома. Представнички дом и Савјет Републике бирају из свога састава и сталне комисије и друге органе ради претреса законских предлога.

## Мандат
Мандат члановима Народне скупштине траје четири године. Мандат може бити само продужен у случају рата.
У случајевима предвиђеним Уставом, мандат Представничког дома или Савјета Републике може бити скраћен по одлуци предсједника Републике Бјелорусије. Мандат Представничког дома може бити скраћен и када изрази неповјерење Влади или по одлуци Уставног суда уколико утврди да је Представнички дом грубо прекршио Устав Републике Бјелорусије.
Домови не могу бити распуштени за вријеме ванредног или ратног стања, за вријеме последњих шест мјесеци мандата предсједника и за вријеме одлучивања о опозиву предсједника.

## Представнички дом
Представнички дом:
- на приједлог предсједника Републике Бјелорусије или на иницијативу најмање 150 хиљада грађана Републике Бјелорусије који имају гласачко право разматра нацрте закона о изменама и допунама Устава и о тумачењу Устава;
- разматра сљедеће приједлоге закона:
  - о потврђивању основних праваца унутрашње и спољне политике Републике Бјелорусије, војне доктрине и ратификације међународних уговора;
  - о основним људским правима, слободама и дужностима грађана; о држављанству, статусу странаца и лица без држављанства;
  - о правима националних мањина;
  - о потврђивању републичког буџета и извјештаја о његовом извршењу;
  - о установљавању републичких пореза и намета;
  - о имовини;
  - о основној социјалној заштити;
  - о раду и занатству;
  - о браку, породици, дјеци, материнству, очеству, васпитању, образовању, култури и здрављу;
  - о природним ресурсима;
  - о питањима административно-територијалног устројства државе;
  - о мјесној самоуправи;
  - о судској организацији, судском поступку и статусу судија;
  - о кривичној одговорности;
  - о амнестији;
  - о објављивању рата и закључивању мира;
  - о увођењу ратног или ванредног стања;
  - о установљавању државних награда;
  - о тумачењу закона;
- расписује изборе за предсједника Републике Бјелорусије;
- даје одобрење предсједнику за именовање премијера;
- саслушава реферат премијера и програму рада Владе и одобрава или поништава њен програм (ако Представнички дом отклони двапут програм Владе то значи аутоматско изгласавање неповјерења Влади);
- на приједлог премијера разматра питање о повјерењу Влади;
- на приједлог најмање једне трећине депутата Представничког дома изгласава неповјерење Влади(питање повјерења не може бити покренуто исте године када је дато одобрење на програм рада Владе);
- прима оставку предсједника Републике Бјелорусије;
- на приједлог већине депутата Представничког дома покреће поступак за тужбу против предсједника због државне издаје;
- на основу одговарајуће одлуке Савјета Републике доноси двотрећинском већином одлуку о смјењивању предсједника;
- поништава наредбе предсједника Представничког дома.

Представнички дом може доносити и друге одлуке предвиђене Уставом.

## Савјет Републике
Савјет Републике:
- одобрава или поништава нацрте законе о изменама и допунама Устава, о тумачењу Устава и све друге нацрте закона које је усвојио Представнички дом;
- даје сагласност предсједнику Републике Бјелоросије на именовање предсједника Уставног суда, предсједника и судије Врховног суда, Високог привредног суда, предсједника Централне изборне комисије, генералног тужиоца, предсједника и чланове Управе Народне банке;
- бира шест судија Уставног суда;
- бира чест чланова Централне изборне комисије;
- поништава одлуке мјесних савјета депутата уколико противрјече законима;
- доноси одлуку о распуштању мјесног савјета депутата уколико је исти грубо нарушио закон;
- разматра поднесену тужбу Представничког дома против предсједника Републике Бјелорусије због државне издаје и доноси одлуку о његовом хапшењу и разрјешењу. Ове одлуке доноси двотрећинском већином;
- разматра указе предсједника Републике Бјелорусије о увођењу ванредног или ратног стања и о мобилизацији.

Савјет Републике може доносити и друге одлуке предвиђене Уставом.

## Законодавна дјелатност
Право законодавне иницијативе има предсједник Републике Бјелорусије, депутати Представничког дома, Савјет Републике, Влада и грађанин са гласачким право који скупе потписе најмање 50 хиљада људи и пошаљу их у Представнички дом.
Законске приједлоге о државном буџету и његовом извршавању може подносити Влада са одобрењем предсједника Републике Бјелоросуије и то прво у Представнички дом.
Предсједник Републике Бјелорусије, или Влада са његовим овлашћењем, може подносити приједлоге у Представнички дом и Савјет Републике по хитном поступку. Домови су тада дужни да приједлог претресају највише за десет дана после његовог подношења.
Законски приједлози се прво претресају у Представничком дому а затим у Савјету Републике уколико није другачије Уставом предвиђено.
Законски приједлог постаје закон ако га Представнички дом и Савјет Републике усвоје већином гласова депутата.
Пет дана након усвајања у Представничком дому, законски приједлог се шаље на усвајање у Савјет Републике. У случају да Савјет Републике не усвоји законски приједлог, домови могу формирати заједничку комисију која ће покушати превладати несугласице. Текст законског приједлога кога изради заједничка комисија се потом шаље на усвајање у оба дома.
Уколико заједничка комисија не изради законски приједлог, предсједник Републике Бјелорусије или Влада по његовом овлашћењу може констатовати да је Представнички дом усвојио закон. Закон се може у том случају усвојити само ако је за њега гласало две трећине депутата Представничког дома.
Усвојени закон се потом шаље предсједнику Републике Бјелорусије на потпис. Уколико се предсједник слаже са текстом закона он ће га потписати, а уколико одбије потписати закон се враћа назад у Представнички дом. Да би закон био поново усвојен потребно је да за њега гласа двотрећинска већина оба дома. Закон тада ступа на снагу и уколико га предсједник Републике Бјелорусије не потпише.
Представнички дом и Савјет Републике могу већином гласова одлучити да предсједнику повјере законодавна овлашћења да издаје декрете са снагом закона. У ванредним случајевима предсједник самоиницијативно или на приједлог Владе може доносити привремене декрете са снагом закона. Ако такве декрете предлаже Влада, њих премапотписује премијер Републике Бјелорусије. Привремени декрети се шаљу на усвајање у Представнички дом и Савјет Републике три дана после њиховог доношења. Уколико га ова два дома не уклоне двотрећинском већином, привремени декрет задржава своју снагу.

## Неприкосновеност
Депутати Представничког дома и чланови Савјета Републике су неприкосновени. Они не могу бити оптужени за мишљење изражено у домовима. Ово се не односи на клевете и оптужбе.
Кривично дјело које је починио депутат Представничког дома или члан Савјета Републике разматра Врховни суд Републике Бјелорусије.

## Засједања домова
Засједања дома су јавна. Домови могу у посебним случајевима доносити одлуке о тајном засједању већином гласова својих чланова. На свим засједањима предсједник Републике Бјелорусије, његови представници, премијер и чланови Владе могу говорити пред домовима колико год пута желе.
Један дан у мјесецу одржава се сједница на којој депутати Представничког дома и чланови Савјета Републике постављају интерпелације Влади.
Засједања се могу одржавати ако на њима присуствује две трећине депутата Представничког дома односно чланова Савјета Републике.

## Одлуке
Одлуке Представничког дома доносе се у форми закона и уредби, а одлуке Савјета Републике само у форми уредби.
Одлуке се доносе већином гласова у већини случајева, а у посебним случајевима двотрећинском већином.
Начин рада Представничког дома, Савјета Републике, њихових органа, депутата Представничког дома и чланова Савјета Републике се уређује пословником домова које потписује предсједници домова.